# Beleg van Ieper (1383)

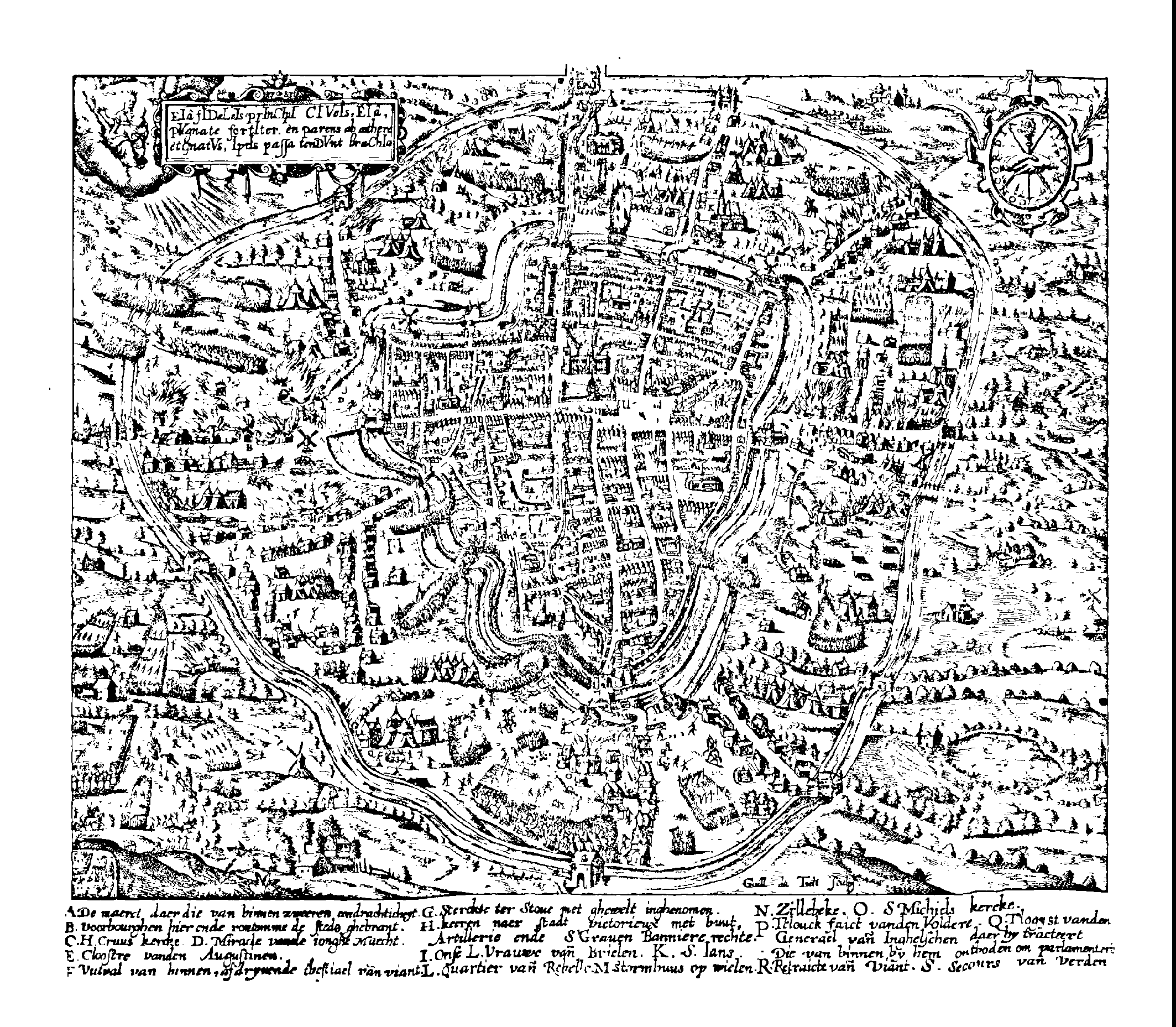
Kaart van het beleg

Het Beleg van Ieper vond plaats tussen 8 juni en 8 augustus 1383 tijdens de Despensers Kruistocht en de Gentse Opstand, door Engelse troepen en strijders afkomstig uit Gent. Het beleg draaide uit op een fiasco voor de merendeels Engelse belegeraars.

## Achtergrond
In Gent in het graafschap Vlaanderen was in september 1379 een opstand uitgebroken tegen graaf Lodewijk van Male. Die steunde Frankrijk tegen Engeland in de Honderdjarige Oorlog, wat eigenlijk tegen het economisch belang van Vlaanderen in ging. Nadat de opstandelingen verslagen waren in de Slag bij Westrozebeke in november 1382, vroegen de burgers van Gent steun aan de Engelsen, die vervolgens een strijdmacht onder leiding van Hendrik Despenser, bisschop van Norwich, stuurden.
De Engelsen landden bij Calais in mei 1383 en namen Grevelingen, Sint-Winoksbergen,  Duinkerke, Poperinge en Nieuwpoort in. Op 25 mei werd dit Engelse leger geconfronteerd met een vlug samen gesteld leger bestaande uit Franse en Vlaamse strijdkrachten onder leiding van Lodewijk van Male. Vlak bij Duinkerke volgde een kleine veldslag. Na de slag werd Despenser overgehaald door zijn Gentse bondgenoten om Ieper te gaan belegeren, dat nog steeds trouw was aan de graaf en Frankrijk.

## Het beleg
De inwoners van Ieper waren goed voorbereid op een beleg door de Engelsen en hun bondgenoten. Dezen deden gelijk een aanval op de stad op 8 juni 1383. De nederzettingen net buiten de stad waren op tijd verlaten, en het hout van deze huizen werd gebruikt om de omwallingen en muren te versterken. Een missie naar Parijs vanuit de stad om wapens te halen, werd afgeblazen. De verdediging van de stad werd goed georganiseerd onder de kastelein van Ieper, Jan d'Oultre, die een indeling maakte in twee sectoren. Al waren de vestigingsweren niet hoog, dit werd gecompenseerd met een dubbele gracht met daarbij een omheining van ingegraven puntige stokken.
De Engelsen vielen de Tempelpoort aan op de eerste dag maar moesten zich terugtrekken. In de volgende drie dagen werden alle hoofdpoorten aangevallen, zonder succes. Vóór het einde van de eerste week arriveerden er versterkingen, die nu zo groot waren dat de gehele stad omsingeld kon worden. De belegeraars begonnen de eerste omgrachting te dempen. Op de achtste dag (15 juni) besloot Despenser om met grof geschut de verdedigingslinie te bestoken; vooral de Mesenpoort moest het ontgelden en werd zwaar beschadigd. De volgende dagen werd de stad van alle kanten bestookt met zware artillerie maar de troepen van Despenser konden niet doorbreken. De pogingen om de grachten te dempen mislukten omdat de inwoners een boodschap aan de hertog van Bourgondië wisten over te dragen en deze het bericht weer door speelde aan Lodewijk van Male, die een groot Frans leger vormde om de belegerde stad te bevrijden. Op 8 augustus, na negen weken van beleg, besliste Despenser op te breken; ook de Gentse bondgenoten besloten op 10 augustus het op te geven.

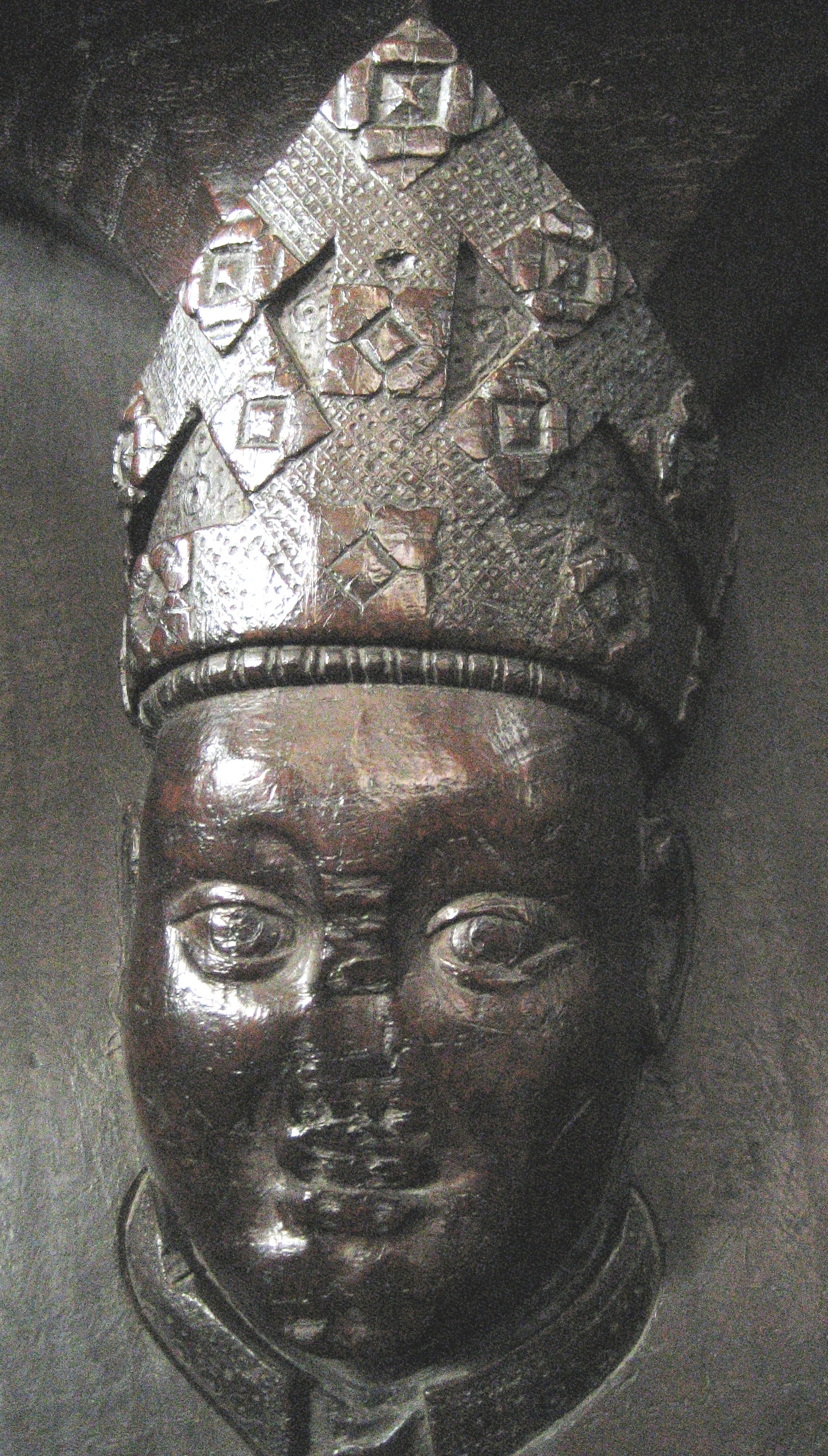
Hendrik Despenser
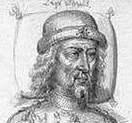
Lodewijk van Male ontzette Ieper.
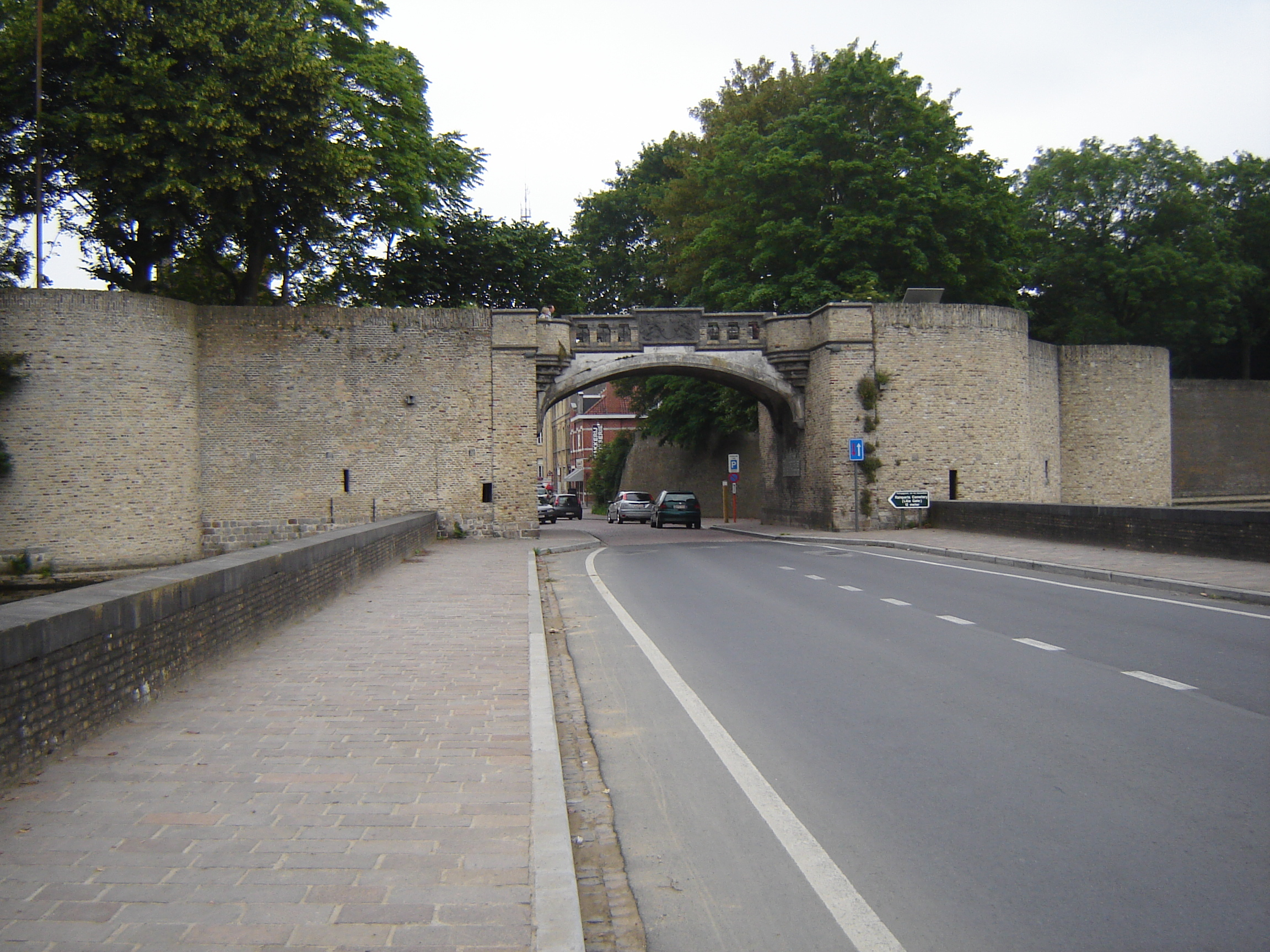
De Mesenpoort of Rijsselpoort moest het flink ontgelden.
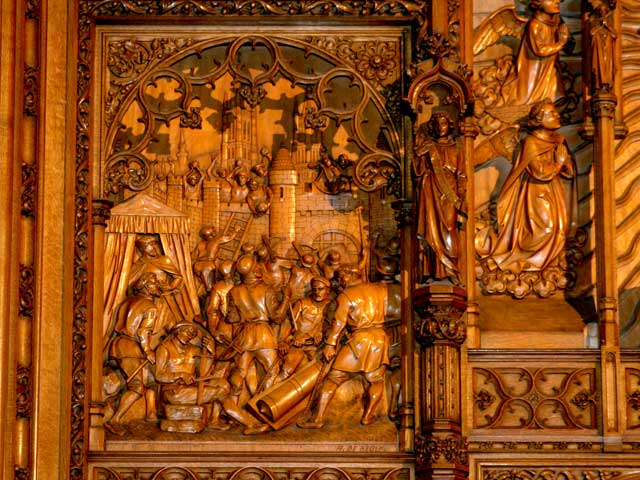
Houtsnijwerk over het beleg, aanwezig in de Sint-Maartenskerk

In Ieper werd de overwinning opgedragen aan de tussenkomst van de Onze-Lieve-Vrouwe in Verwachting. Uit dank werd voor haar een processie opgedragen die tot de dag van vandaag op elke eerste zondag van augustus wordt gehouden. 
Froissart vermeldde de gevechtsleiders aan Ieperse kant bij naam, onder wie Pieter van der Zijpe.

## Nasleep
Na het debacle van Ieper wilden bisschop Despenser en Hugo Calveley naar Frankrijk trekken, maar een aantal hoofdmannen met als spreekbuis William Elham wilde niet mee verder. De bisschop moest zich na deze strubbelingen terug trekken naar Grevelingen, dat de uitgeputte Engelsen eveneens moesten ontvluchten, niet zonder het geplunderd te hebben. Eind oktober waren de overige Engelse kruisvaarders weer terug gevlucht over het Kanaal.
Gent ging nog door met hun opstand, totdat ze in 1385 de Vrede van Doornik afsloten met Filips de Stoute, de opvolger van Lodewijk van Male. Ieper herstelde nooit echt van het beleg. Het gehele achterland van de stad was geplunderd en verwoest en de handel met Engeland lag aan banden. De neerval van de stad was af te lezen aan het bevolkingsaantal, dat daalde van 20.000 inwoners in 1383 tot nog maar 7.600 inwoners aan het einde van de 15e eeuw.